# Coronellaria pulicaris
Coronellaria pulicaris är en svampart som tillhör divisionen sporsäcksvampar, och som beskrevs av Petter Adolf Karsten. Coronellaria pulicaris ingår i släktet Coronellaria, och familjen Dermateaceae. Arten är reproducerande i Sverige.